# Světová výstava 1998
Světová výstava, Lisabon, 1998 neboli Expo '98 byla oficiální specializovaná světová výstava věnovaná oceánům, která se konala v Lisabonu v Portugalsku od 22. května do 30. září 1998. Výběrem tématu „Oceány, dědictví budoucnosti“ Portugalsko potvrdilo připravenost podporovat pozitivní opatření pro ochranu a správu oceánů a jejich omezených zdrojů, cílem bylo navrhnout nový etický rámec pro působení člověka na oceán.Téma bylo vybráno mimo jiné jako připomínka 500 let portugalských objevů (příjezdu Vasco da Gamy do Indie). Během 132 dnů navštívilo Expo přes 10 milionů návštěvníků a vystavovalo zde 143 zemí a mnoho organizací.

## Areál výstaviště
Pro areál výstaviště byl vybrán 5 km široký pás o rozloze 50 ha ve východní části Lisabonu podél řeky Tejo. Tato oblast byla v roce 1942 upravena jako hydroport pro kotvení hydroplánů, které létaly přes Atlantik do USA a zpět. Poté, co hydroplány překonala moderními proudová letadla, se místo přeměnilo v průmyslový park plný kontejnerů a v průběhu desetiletí výrazně upadalo.
Expo '98 bylo tedy vybudováno kompletně od nuly. Všechny budovy měly předem nasmlouvaný účel využití po skončení Expa, aby areál nezůstal poloopuštěný, jako tomu mnohdy bylo u předchozích výstav. Jako připomínka průmyslové minulosti areálu zůstala zachována a znovu využita pouze rafinérská věž.
Areál výstaviště se pyšnil příjemnými otevřenými prostranstvími, vodními prvky a uměleckými díly. Vzhledem k rozsáhlejšímu plánu obnovy města, který kladl důraz na udržitelnost, byl celý areál koncipován tak, aby návštěvníci mohli snadno pěšky procházet mezi jednotlivými zónami nebo použít lanovku spojující námořní výstavu se 145 metrů vysokou věží Vasco da Gama.

### Pavilony

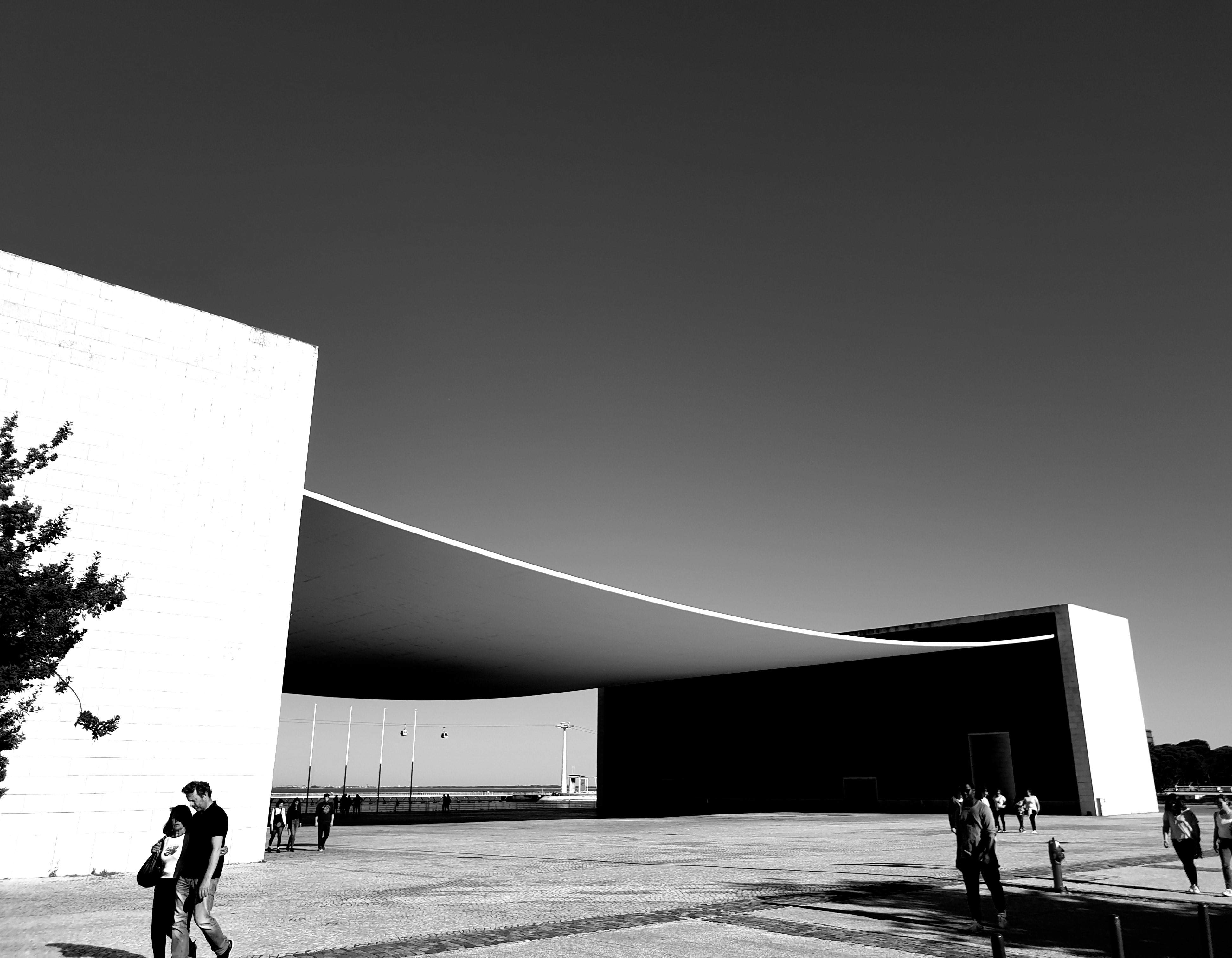
Portugalský pavilon

Výstavy se zúčastnilo 143 zemí a 14 mezinárodních organizací. Další tematické pavilony návštěvníkům nabízely informativní a interaktivní exponáty související s dílčími tématy Expa:
- poznání moří, bohatství oceánů,
- oceány a planetární rovnováha,
- oceány a volný čas,
- oceány, zdroj umělecké inspirace.

Největším hitem Expa byl pavilon virtuální reality Oceánie, který nabízel virtuální plavbu v ponorce na podvodní základnu, kde návštěvníci objevili ruiny ztracené civilizace a setkali se s mořskou příšerou a poté se vrátili zpět na povrch v teleportačních kapslích.

## Odkaz výstavy
Kromě dopadu na město rozšířila výstava Expo '98 znalosti o ochraně oceánů a nabídla milionům návštěvníků širokou škálu vědeckého vzdělávání a prostřednictvím médií zvýšila povědomí o této problematice. Expo navštívilo 38 hlav států a 35 premiérů a poslanců, a bylo tak skutečným mezinárodním fórem pro další dialog o zásadně důležité otázce ochrany a správy oceánů.

## Projekt obnovy města
Současně s rozvojem výstaviště a jeho okolí se zlepšila i dopravní infrastruktura – byl otevřen 17 km dlouhý most Vasco da Gamy (tehdy nejdelší v Evropě) a renovací prošel most Ponte 25 de Abril. Do provozu byla uvedena nová linka lisabonského metra se sedmi stanicemi (pět z nich bylo dokončeno ke dni otevření). U hlavního vchodu do areálu výstaviště byl otevřen Gare do Oriente, nový multimodální terminál pro vlaky, metro, autobusy a taxíky, jehož autorem je architekt Santiago Calatrava.

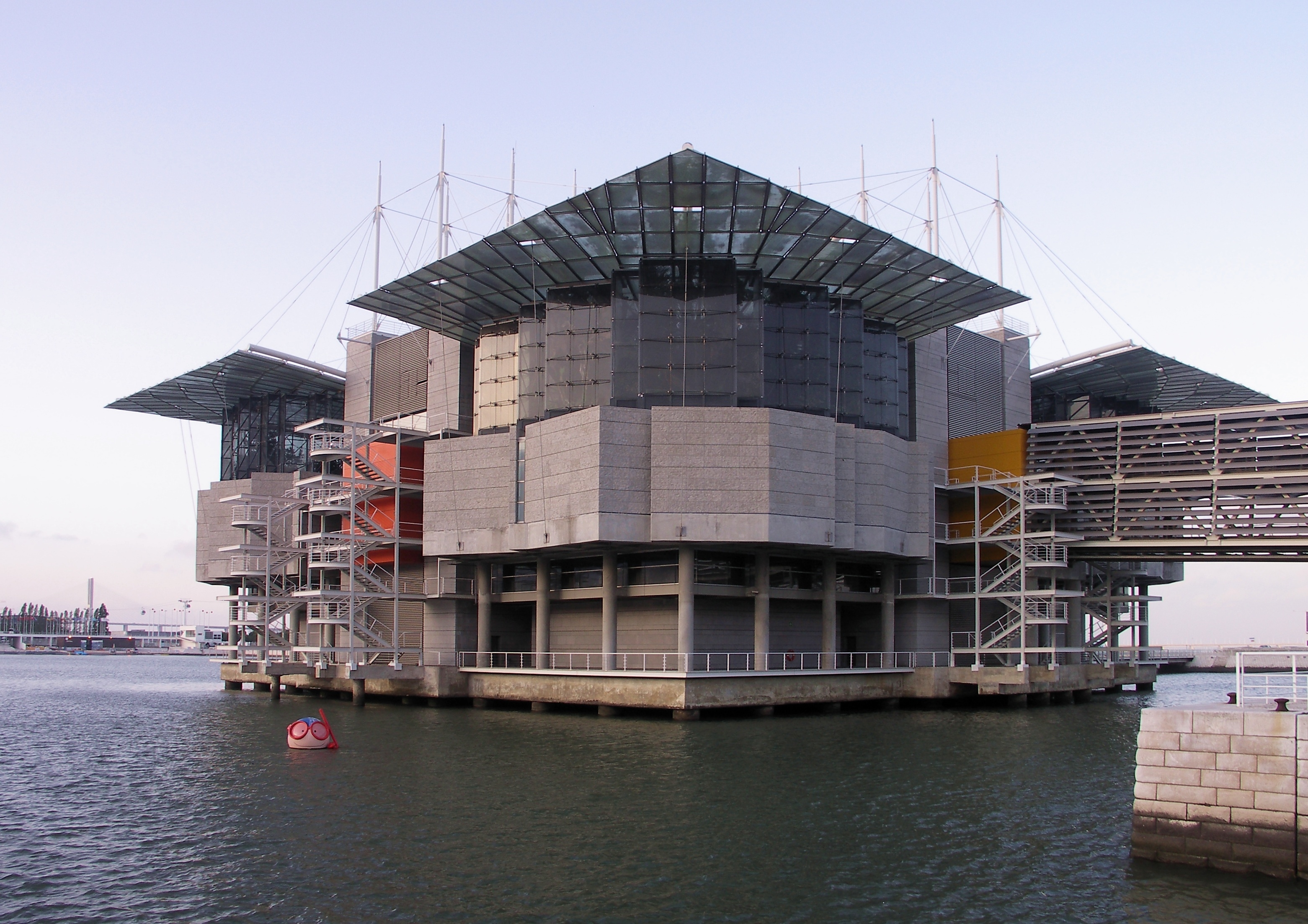
Oceanárium

Veletrh Expo '98 byl od prvních fází koncipován jako strategický projekt, který spojoval organizaci výstavy Expo s obnovou velké části východního Lisabonu, ležícího na březích řeky Tejo. Důležitou součástí rozvoje byla také zelená a volnočasová infrastruktura, včetně vytvoření 100hektarového parku Parque do Tejo.
Po skončení výstavy byl areál přestavěn na Parque das Naçōes (Park národů), moderní městskou část s obytnými čtvrtěmi, nákupním centrem a mnoha restauracemi, bary a atrakcemi pro návštěvníky. Původní klíčové prvky Expa tvoří jádro moderní čtvrti: Oceanárium, tehdy největší akvárium v Evropě, je jednou z nejoblíbenějších lisabonských atrakcí, lanovka nabízí výhled na vodní zahrady a řeku a v bývalém pavilonu Utopia se konají velké akce, v roce 2018 se zde pořádala písňová soutěž Eurovize. Úspěšná urbanistická obnova této oblasti se zaměřením na investice do infrastruktury a designu veřejného prostoru posloužila úřadům jako příklad a stala se vzorem regeneračních programů dalších měst v Portugalsku.